# Camera degli Sposi (Mantegna)
Camera degli Sposi (Sala dos Esposos) é uma sala do torreão nordeste do Castelo de S. Jorge, em Mântua, onde o pintor italiano Andrea Mantegna pintou, entre 1465 e 1474, um ciclo de afrescos que constituem no seu conjunto uma das suas obras-primas. A sala também designada em documentos antigos de Camera picta ("Sala pintada") é célebre pelo ciclo de afrescos que cobrem parcialmente as suas paredes.
Mantegna concebeu uma decoração de afrescos que envolvesse todas as paredes e as abóbadas do tecto, adaptando-se aos limites arquitectónicos do compartimento, mas ao mesmo tempo quebrando ilusionisticamente as paredes com a pintura, como se o espaço fosse ampliado muito para além dos limites físicos da sala. O tema geral é uma celebração político-dinástica de toda a família de Ludovico Gonzaga, por ocasião da eleição para cardeal de Francesco Gonzaga (1444-1483).

## História

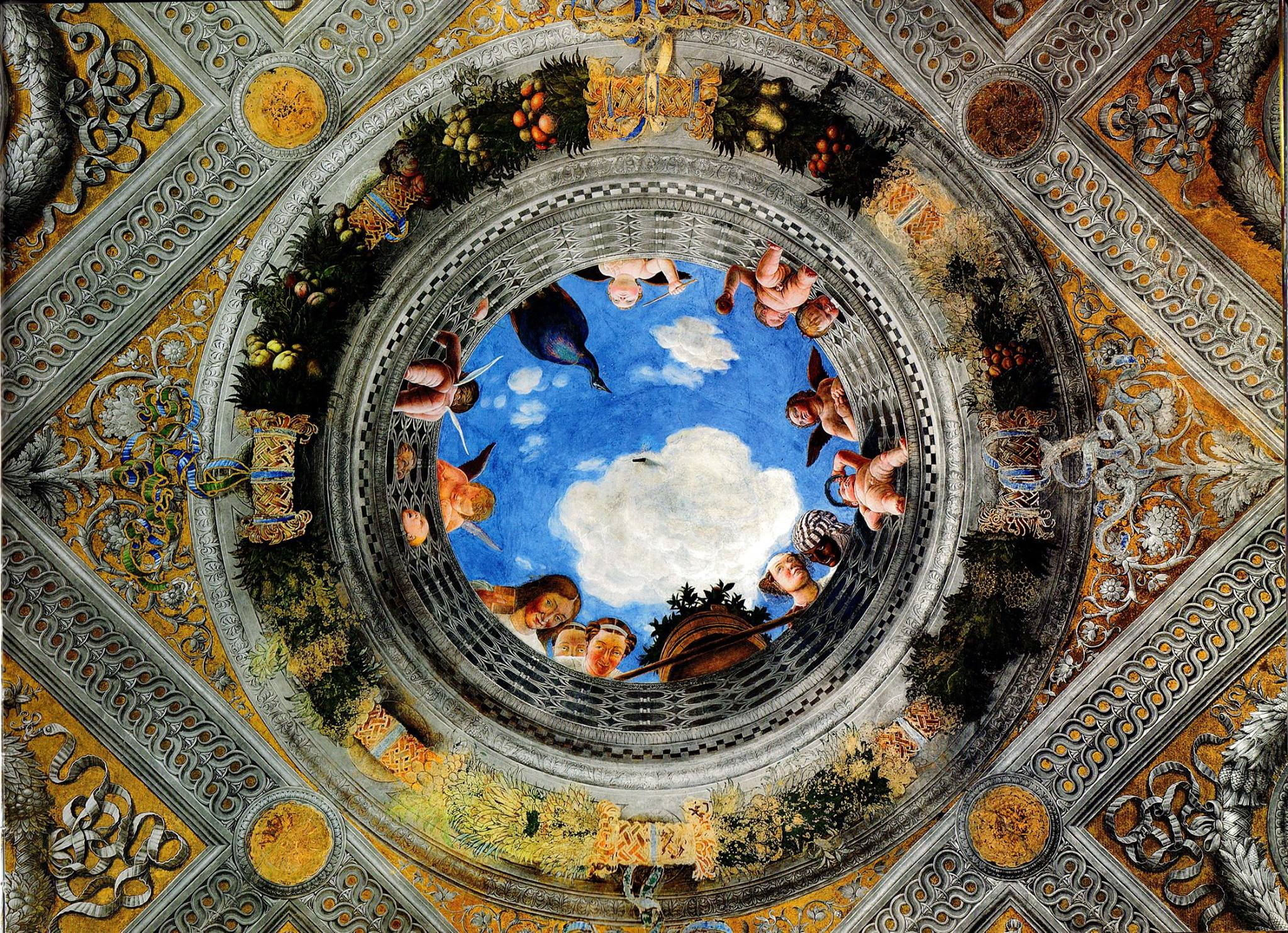
O Óculo

A decoração da sala foi encomendada por Ludovico III Gonzaga a Mantegna que era pintor da corte do Marquês de Mântua desde 1460. A sala originalmente tinha uma função dupla: a de sala de audiências (onde o marquês tratava de assuntos públicos) e a de quarto de representação, onde Ludovico se reunia com os seus familiares.
A ocasião da encomenda é assunto não definitivamente esclarecido pelos estudiosos, registando-se várias discrepâncias. A interpretação tradicional associa os afrescos à eleição como cardeal do filho de Ludovico, Francesco Gonzaga (1444-1483), em 1 de janeiro de 1462: a cena della Corte representaria portanto, o marquês que recebe a notícia e a do Encontro mostraria pai e filho que se encontram no evento feliz. A figura madura e corpulenta de Francisco, no entanto, não condiz com a sua idade em 1461, cerca de 17 anos, presenciada pelo suposto retrato de Francesco Gonzaga conservado actualmente em Nápoles. Pensou-se então que os afrescos celebravam a chegada do Cardeal a Mântua em agosto de 1472, quando se preparava para receber a comenda da Basílica de Sant'Andrea, em Mântua.
A sequência cronológica das pinturas foi clarificada pela restauração de 1984-1987: o pintor partiu da abóbada com fundos secos limitados, que diziam respeito principalmente a partes do "óculo" e a guirlanda que o rodeava; depois passou para a parede da Corte, onde foi usada uma misteriosa têmpera gorda, disposta a secamente procedendo por "pontate"; seguiram-se as paredes leste e sul, cobertas por cortinas pintadas, onde foi usada a técnica tradicional do afresco; finalmente, foi pintada a parede oeste do Encontro, também tratada com afrescos e conduzida em "dias" muito pequenos, que corresponderam a uma lentidão da pintura que teria a duração de quase dez anos, independentemente de outras tarefas que o mestre tinha que executar.

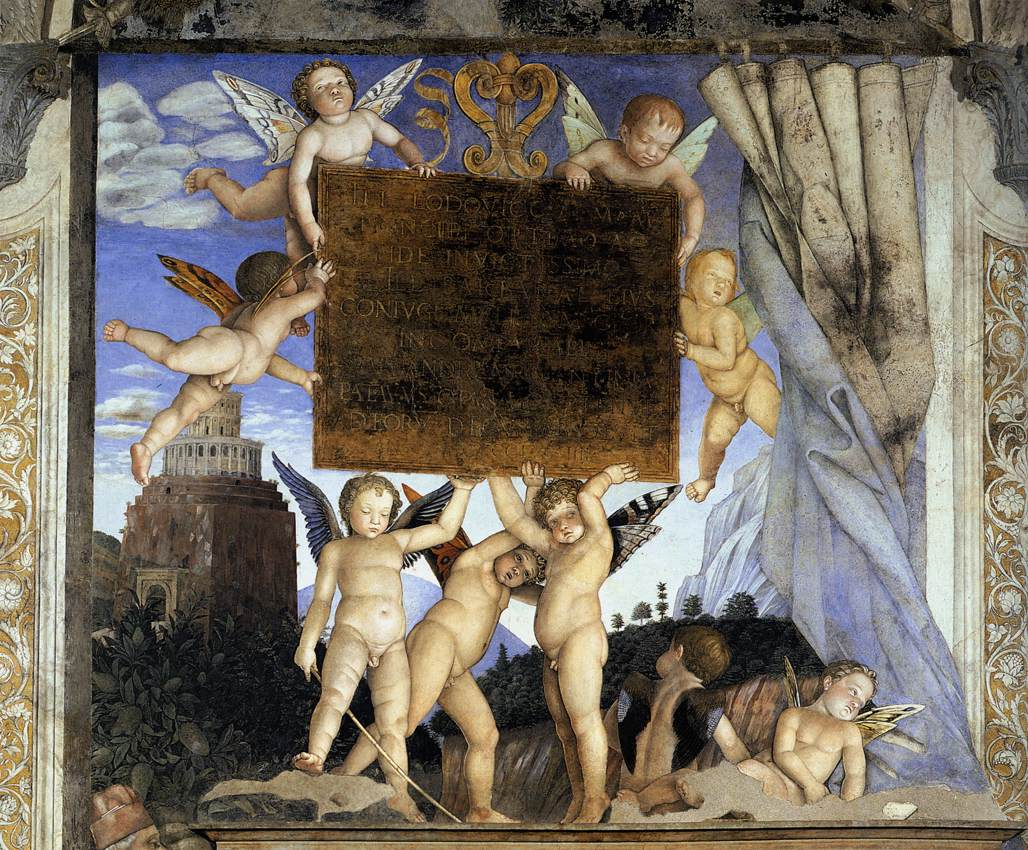
Putti seguram a placa dedicatória, afresco na Camera degli Sposi

Após a morte de Ludovico, a sala e o ciclo de afrescos sofreram uma série de contingências, que muitas vezes os degradaram, tanto a preservação física, como a sua importância na história da arte. Alguns anos após a morte do Marquês, a sala foi usada para depósito de objetos preciosos: talvez por esta razão, Vasari não foi autorizado a visitá-la, excluindo-a do relato [das vidas dos mais excelentes pintores, escultores e arquitetos | Vidas]]. Durante a ocupação imperial de 1630 sofreu numerosos danos, e depois foi praticamente abandonada às intempéries até por volta de 1875.
A sala começou a ser chamada de "Camera degli Sposi" em 1648 por Carlo Ridolfi. A referência deveu-se à presença em posição dominante de Ludovico retratado ao lado da esposa, não tanto porque se tratasse de quarto de casal. De fato, o Gonzaga utilizou a sala para elaborar e guardar os seus documentos comerciais e para receber pessoas, quase uma sala para reuniões. Há de fato um guarda-roupa para guardar documentos, mas também o gancho que determinava a posição da cama.
A técnica utilizada, que incluiu em alguns episódios partes secas mais ou menos extensas, não facilitou a conservação e há relatos vagos de restauro antes do século XIX. Os seguintes, até 1941, foram numerosos e inadequados. Finalmente, em 1987, procedeu-se a uma restauro capilar com técnicas modernas, que recuperou tudo o que sobreviveu, devolvendo a obra ao estudo e ao uso público.
Os Sismos na Itália de 2012 reabriram uma antiga micro-fissura que corre verticalmente e depois oblíqua na cena da Corte e destacou uma porção de gesso pintado. Em 2014 foram executadas intervenções técnicas para garantir a segurança da Camera Picta em caso de terremoto. tendo sido reaberta ao público após quase um ano de trabalho em 2 de abril de 2015, tendo, no dia seguinte, sido visitada por 1400 turistas.

## Descrição e estilo
Giulio Carlo Argan destaca como a pintura de Mantegna neste caso, como noutras obras, se caracteriza pela evocação de imagens da antiguidade clássica. Mantegna é o primeiro grande "classicista" da pintura. A sua arte pode ser chamada de "classicismo arqueológico".

### Configuração geral
Numa sala quase cúbica (cerca de 8,05 m de lado, com duas janelas, duas portas e uma lareira), Mantegna concebeu uma decoração que cobria todas as paredes e abóbadas do teto, adaptando-a aos limites arquitetónicos do compartimento, mas ao mesmo tempo ampliando ilusionista das paredes com a pintura, como se estivéssemos no centro de uma galeria ou de um pavilhão aberto para o exterior.
O motivo de ligação entre as cenas nas paredes é a falsa base de mármore que percorre toda a parte inferior, sobre a qual repousam os pilares que dividem as cenas em três "aberturas". A abóbada foi pintada sugerindo uma forma esférica e apresenta no centro um óculo, no qual se destacam personagens e animais em silhueta contra o céu azul. Em torno do óculo, algumas ogivas pintadas dividem o espaço em losangos e plumas. As ogivas terminam em falsos  capitéis, repousando sobre o verdadeiro pedestal das abóbadas, os únicos elementos de relevo de toda a decoração, junto com as molduras das portas e a lareira. Cada pedestal (excluindo apenas os cantos) apoia em correspondência cada um dos pilares pintados.
A área superior das paredes é ocupada por doze lunetas, decoradas com festões e empreendimentos dos Gonzaga. Na base das lunetas, entre os pedestais, passam figurativamente as hastes que atuam como controles deslizantes para as cortinas, que são descritas como deslocadas para permitir a visualização das cenas principais. Estas cortinas que cobriam realmente as paredes dos quartos do castelo, simulam o brocado ou couro com relevos a ouro e forrado com azul, e estão abertas na parede norte (a Corte) e oeste (o Encontro).
O tema geral é a celebração político-dinástica de toda a família Gonzaga, mas os imensos estudos sobre a obra não tenham sido capazes de esclarecer inequivocamente uma interpretação aceite por todos. Provavelmente, a concepção do complexo programa iconográfico exigiu várias consultas, entre as quais certamente a do próprio Marquês. Existem inúmeros retratos, extremamente cuidados na fisionomia e, por vezes, na psicologia. Embora a identificação certa de cada um deles seja impossível devido à falta de documentos, alguns incluem-se nas obras mais intensas de Mantegna neste género.

### A abóbada

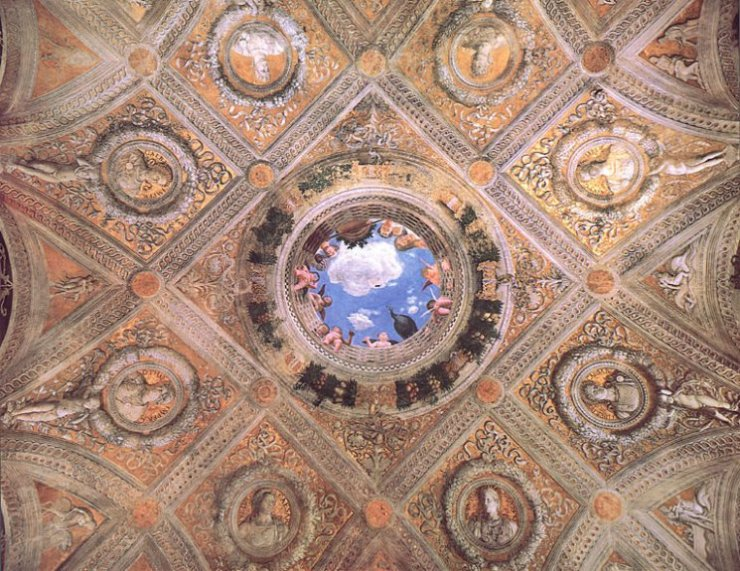
O tecto da Camera degli Sposi

A abóbada é composta de um tecto rebaixado que é ilusionisticamente dividido em velas e plumas. Algumas nervuras falsas dividem o espaço em figuras regulares, com um fundo dourado e pinturas monocromáticas que simulam esculturas de estuque. A hábil articulação dos elementos arquitectónicos pintados simulam uma abóbada profunda, quase esférica, que na realidade é uma ligeira curva do tipo abóbada de berço.
No centro está o famoso óculo, a parte mais incrível de todo o ciclo, onde são levados ao extremo as experiências ilusionistas da Cappella Ovetari, em Padova. É um tondo aberto ilusionisticamente para o céu, para lembrar o famoso óculo do Panteão, o monumento antigo celebrado especialmente pelos humanistas. No óculo, encurtado de acordo com a perspectiva de "sott'in su", vemos uma balaustrada da qual se debruça uma dama da corte acompanhada de uma criada de cor, um grupo de criados, uma dúzia de putti, um pavão (referindo-se aos animais exóticos presentes na corte, em vez de um símbolo cristológico) e um vaso contra um céu azul. Para reforçar a impressão do óculo aberto, Mantegna pintou alguns putti perigosamente equilibrados, agarrados ao interior da moldura, com vislumbres vertiginosos de corpos rechonchudos. A variedade de poses é extremamente rica, marcada por uma total liberdade de movimento dos corpos no espaço: alguns putti chegam a colocar a cabeça nos anéis da balaustrada, ou são visíveis apenas por uma pequena mão esticada para fora.
Se não é a possível identificação das crianças com personagens reais gravitando em torno da corte de Gonzaga (um rosto feminino é atribuído à marquesa Bárbara), eles são fixados em diversas atitudes (um até tem na mão um pente) e suas expressões brincalhonas parecem sugerir a preparação de uma piada, um episódio tirado da vida quotidiana na esteira da lição de Donatello. O pesado vaso de frutas cítricas está, de fato, encostado a um pedaço de pau e as meninas ao redor, com rostos sorridentes e cúmplices, parecem prestes a deixá-lo cair na sala.
Na nuvem perto do vaso está escondido um perfil humano, um provável auto-retrato do artista habilmente mascarado.
O óculo é fechado por uma guirlanda circular, por sua vez encerrada em um quadrado de falsas ogivas, que são pintadas com um motivo entretecido que lembra as palmetas dos baixos-relevos antigos. Nos pontos de encontro estão medalhões dourados. Ao redor do quadrado há oito losangos com um fundo dourado, cada um contendo uma coroa de flores circular que envolve o retrato de cada um dos primeiros oito imperadores romanos, pintado em grisaglia, apoiado num putto e cercado por fitas esvoaçantes. Essa representação sela a concepção fortemente antiquada de todo o ambiente.
Os Césares são retratados no sentido anti-horário com o nome dentro do medalhão (onde são mantidos) e com poses variadas para evitar um esquematismo. São eles:
1. Júlio César
2. Augusto
3. Tibério
4. Calígula
5. Claudio
6. Nero
7. Galba
8. Otão

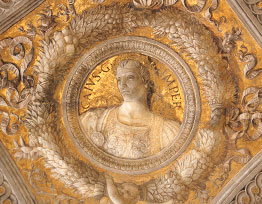
Calígula

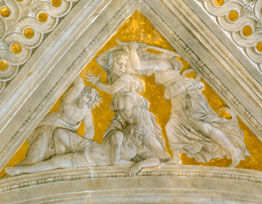
Morte de Orfeu

Ao redor dos losangos, no registo mais externo, estão colocadas (no sentido horário) doze pendentes correspondentes a cada uma das lunetas nas paredes. Eles são decorados com falsos baixos-relevos de inspiração mitológica, que celebram simbolicamente as virtudes do marquês como líder e estadista, como a coragem (mito de Orfeu), a inteligência (mito de Árion), a força (mito dos doze trabalhos de Hércules). São eles:
1. Orfeu encanta as forças da natureza
2. Orfeu encanta Cérbero e uma Fúria
3. Morte de Orfeu (Orfeu atormentado pelas Bacantes)
4. Árion que encanta o golfinho
5. Árion levado a salvo pelo golfinho
6. Periandro que condena os maus marinheiros
7. Hércules dispara uma flecha em direção ao centauro Nesso
8. Nesso e Deianira
9. Hércules lutando com o Leão de Nemeia
10. Hércules que mata a Hidra de Lerna
11. Hércules e Anteu
12. Hércules que mata Cérbero

As nervuras terminam em falsos capitéis com decorações vegetais, sobre as quais se assentam as bases dos putti portadores de medalhão. Esses capitéis repousam em pendúncios reais.

### Parede daCorte

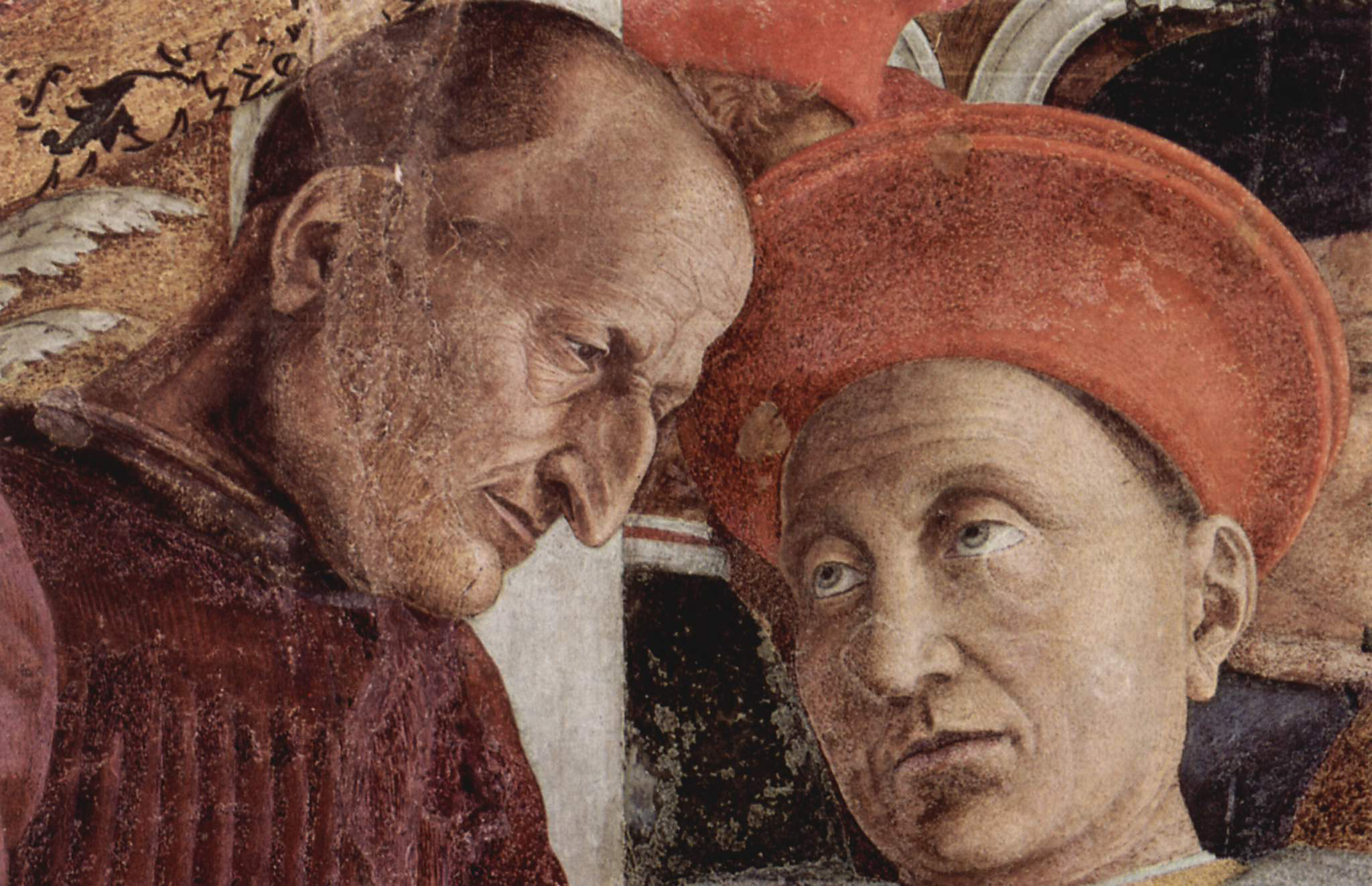
Ludovico III Gonzaga (a direita) com o seu secretário Marsilio Andreasi, Raimondo Lupi di Soragna ou o seu irmão Alessandro

A cena da corte tem uma disposição particularmente original, para se adaptar à forma da sala. A presença da lareira, de fato, que ocupa metade da parte inferior destinada à narrativa dos afrescos, dificultou muito a definição da cena sem interrupções, mas Mantegna resolveu o problema usando o dispositivo de colocar a cena numa plataforma elevada a que se acede por alguns degraus que vão do lado direito. A partir desta plataforma, cujo piso coincide com a prateleira acima da lareira, pendem tapetes preciosos que enriquecem a sumptuosidade da cena.
O primeiro sector é ocupado por uma janela que dá para o [[Rio Mincio] onde Mantegna se limitou a desenhar uma cortina fechada. No segundo sector, a cortina está aberta e mostra a corte dos Gonzagas reunida, tendo como pano de fundo uma parede alto decorado com medalhões de mármore, além do qual se vê uma pequena árvore que cobre a luneta. O terceiro sector tem a cortina fechada, mas uma série de personagens passa-lhe em frente e na frente do pilar, segundo um expediente que confunde a fronteira entre o mundo real e o mundo pintado, já usado por Donatello.

#### Os personagens

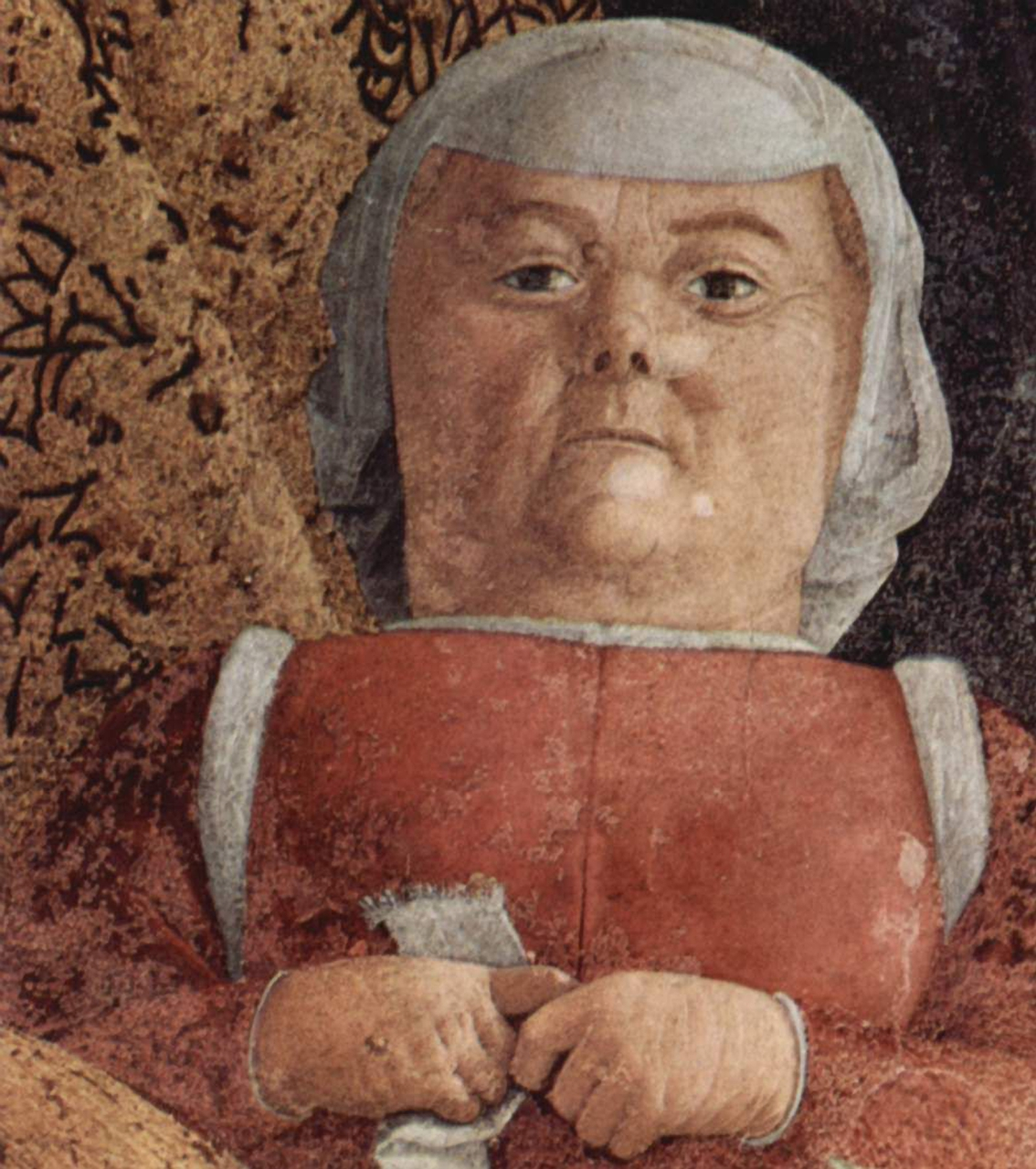
A Anã

O setor central mostra o marquês Ludovico Gonzaga sentado num trono à esquerda em veste "de nocte", em destaque graças à posição ligeiramente distanciada, segurando uma carta e conversando com um servidor de nariz adunco, provavelmente o seu secretário Marsilio Andreasi, ou Raimondo Lupi de Soragna,
podendo também tratar-se do seu irmão do Alessandro Gonzaga.
A pose do marquês é a única que quebra o estatismo do grupo, atraindo inevitavelmente a atenção do espectador. Sob o trono está Rubino, o cão favorito do Marquês, um símbolo de lealdade.
Do lado esquerdo do Duque, de pé, está o seu terceiro filho Gianfrancesco Gonzaga (1446-1496), que tem as mãos sobre os ombros de uma criança, talvez o futuro Bispo de Mantova Ludovico Gonzaga. O homem de chapéu preto é Vittorino da Feltre, preceptor do marquês e dos seus filhos. No seu centro está a marquesa Bárbara de Brandemburgo, em posição quase frontal, e com uma expressão de submissão digna, com uma menina em seus joelhos que parece oferecer-lhe uma maçã em um gesto de ingenuidade infantil, talvez Paula Gonzaga (1463-1497). Atrás da sua mãe, de pé, está Rodolfo Gonzaga, ladeado à direita por uma mulher, talvez Barbara Gonzaga. Os outros personagens são incertos. O primeiro perfil no fundo da esquerda foi interpretado como um possível retrato de Leon Battista Alberti, enquanto a mulher por trás Barbara é talvez casa uma enfermeira Gonzaga ou, segundoo alguns estudiosos, Paula Malatesta, mãe do Marquês, em hábito monástico; em baixo está a famosa anã da corte que sofria de  neurofibromatose, que olha para o espectador diretamente; em pé parcialmente coberto pelo pilar está um familiar (cortesão).

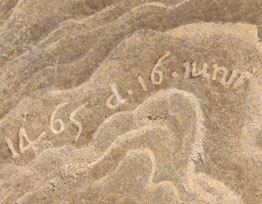
A data de início dos trabalhos

O setor seguinte mostra sete cortesãos que se aproximam da família do Marquês, em parte sobre a plataforma, em parte subindo as escadas numa antecâmara. Os últimos entram em cena, movendo a cortina para o lado, atrás da qual há um pátio ensolarado com pedreiros no trabalho. Na parede lateral da janela, está pintado uma cobertura falsa de mármore com veios, entre as quais a data de 16 de junho de 1465, pintada como um grafite falso e geralmente interpretada como a data de início das obras.

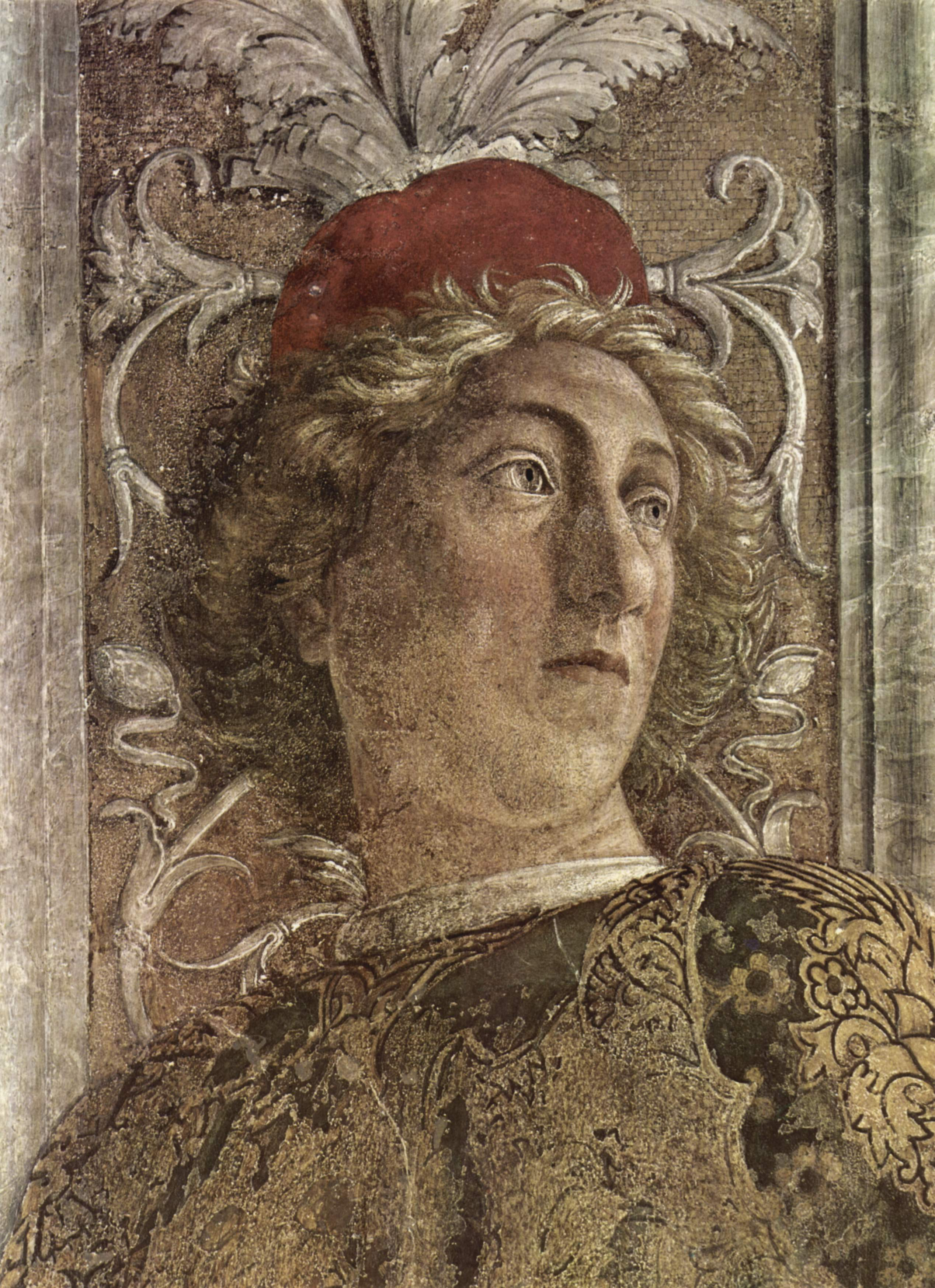
Provável retrato de Niccolò d'Este

Não é claro o episódio exato a que se refere o afresco desta parede. Teria sido fundamental ler o que está escrito na carta  que o Marquês segura, segundo alguns a mesma que o cardeal tem na parede oeste, que a último restauro confirmou como definitivamente perdida. Alguns interpretaram a missiva como a convocação urgente de Ludovico como comandante das tropas milanesas, pela duquesa de Milão, Bianca Maria Visconti, devido ao agravamento da condição do seu marido, Francesco Sforza: enviada de Milão em 30 de dezembro de 1461 chegou a Mântua em 1 de janeiro de 1462, exatamente a data pretendida para as comemorações do novo cardeal.
Tendo partido para dar Milão renunciando às celebrações, Ludovico teria, assim, encontrado Bozzolo o filho Francesco Gonzaga (1444-1483) que viajava em sentido oposto (a cena do Encontro), regressando de Milão onde foi agradecer a Sforza o papel que desempenhou nas negociações para a sua nomeação como cardeal. O botão do braço do trono cobriu o endereço da carta, detalhe que foi interpretado como uma espécie de damnatio memoriae decretado pelo Gonzaga aos Sforza, culpado de ter impedido o filho de casar primeiro com Susanna Gonzaga e depois com a outra filha Dorotea Gonzaga. Mas muitos levantam dúvidas de que uma vingança tão hermética pudesse estar representada em numa obra tão importante e alguns duvidam ainda que o episódio da carta e da partida do Marquês para Milão fosse tão significativo para ser imortalizado.
Num estudo recente identificam-se nas figuras de cortesãos pintados na parede norte grande parte da família Sforza, incluindo Ludovico il Moro ainda jovem. O último personagem representado à direita, vestida de azul, poderá ser Caterina Gonzaga, filha natural do marquês Ludovico, que era cega de um olho e casou em 1451 com o condottiero Francesco Secco.

### Parededo Encontro

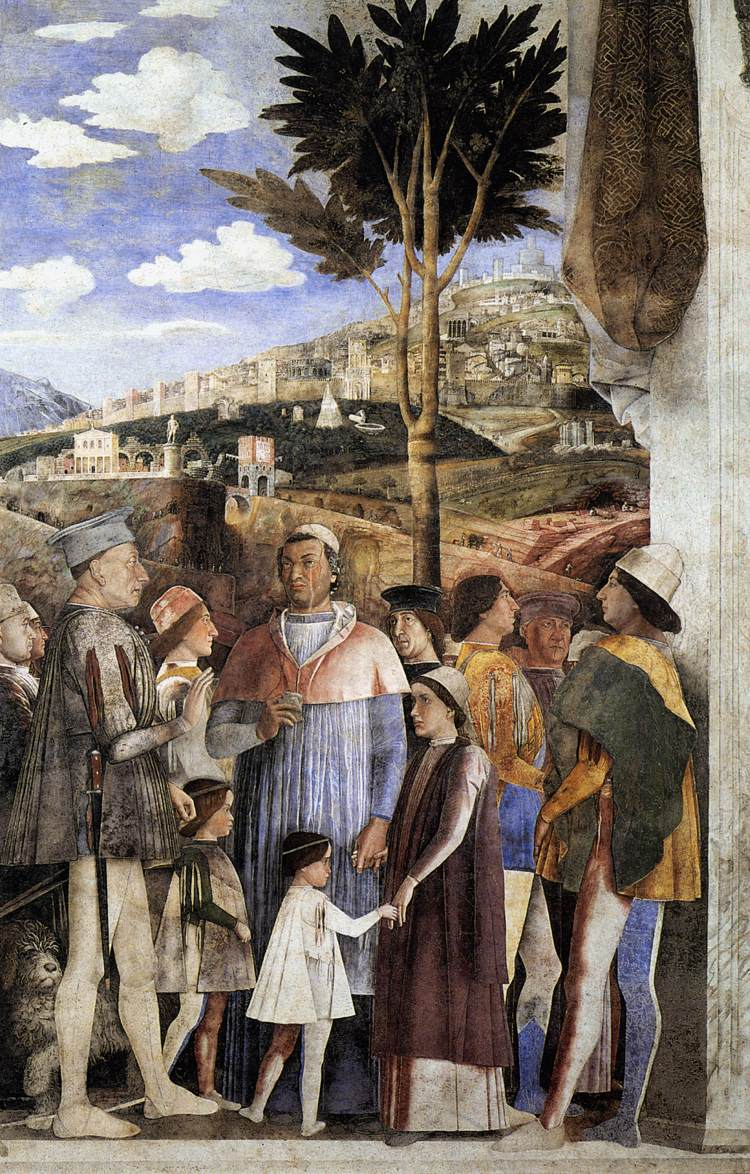
Parede do Encontro

A parede oeste, chamada do Encontro, também está dividida em três setores. No direito há o "encontro" real, no central alguns putti seguram uma placa dedicatória e no esquerdo mostra a corte do marquês que continua com dois personagens também no setor central, estes representado no espaço estreito entre o pilar e a arquitrave da porta, demonstrando a difícil interpenetração entre o mundo real e o mundo pintado. No pilar entre o Encontro e os putti está escondido, em grisaille e como uma máscara, o que se supõe ser um autorretrato de Mantegna.

#### Os personagens
No Encontro está de novo representado o marquês Ludovico, desta vez em trajes oficiais, talvez flanqueado por Ugolotto Gonzaga, filho do falecido irmão Carlo Gonzaga. Na frente dele está o seu filho e cardeal Francesco Gonzaga. Abaixo deles estão os filhos de Frederico I Gonzaga, Francisco II Gonzaga e Sigismondo Gonzaga, enquanto o pai está na extrema direita. As generosas dobras da capa deste são um truque para esconder a cifose. Frederico está em conversação com dois personagens, um na frente e outro no fundo, indicados por alguns como sendo Cristiano I da Dinamarca (em frente, cunhado de Ludovico II, por estar casado com Doroteia de Brandemburgo, irmã de Bárbara) e Frederico III de Habsburgo, figuras que representam bem o orgulho da família pelo parentesco real.
Finalmente, o menino no centro é o último filho do marquês, Ludovico Gonzaga que viria a ser bispo de Mântua, que segura a mão do cardeal e a do sobrinho, também futuro cardeal, representando o ramo eclesiástico da família. A cena tem uma certa rigidez, determinada pela natureza estática das personagens retratados em perfil ou três quartos para enfatizar a importância do momento.

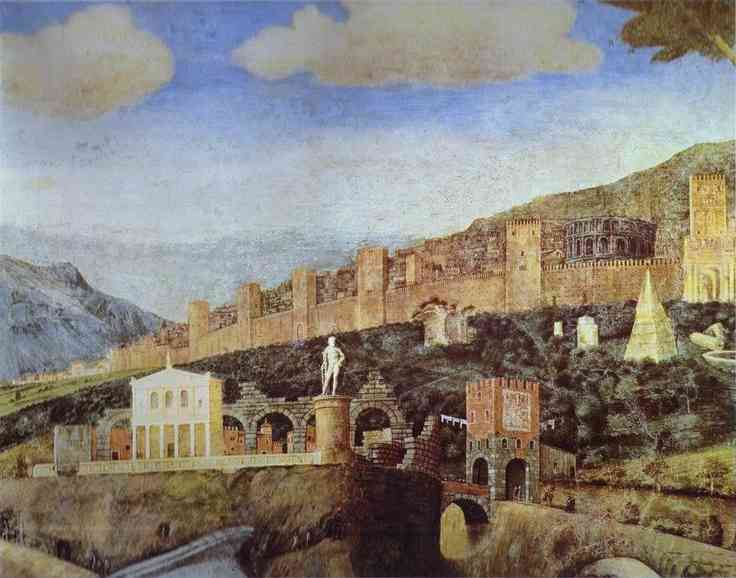
Vista de Roma

Em fundo está rapresentada uma vista ideal de Roma, em que se reconhecem o Coliseu, a Pirâmide de Céstio, o Teatro de Marcelo, a ponte Nomentano, a Muralha Aureliana, etc. Mantegna também inventou alguns monumentos como uma estátua colossal de Hércules, um capricho arquitetónico que não tem nada de histórico, derivado provavelmente de uma elaboração fantástica baseada em gravura. A escolha da cidade eterna foi simbólica: sublinhava o forte vínculo entre a família e Roma, confirmado pela nomeação para cardeal, e poderia também ser uma citação de bom augúrio para o cardeal como um possível futuro papa. À direita, há também uma caverna onde algumas pedreiros trabalham a esculpir blocos e colunas.

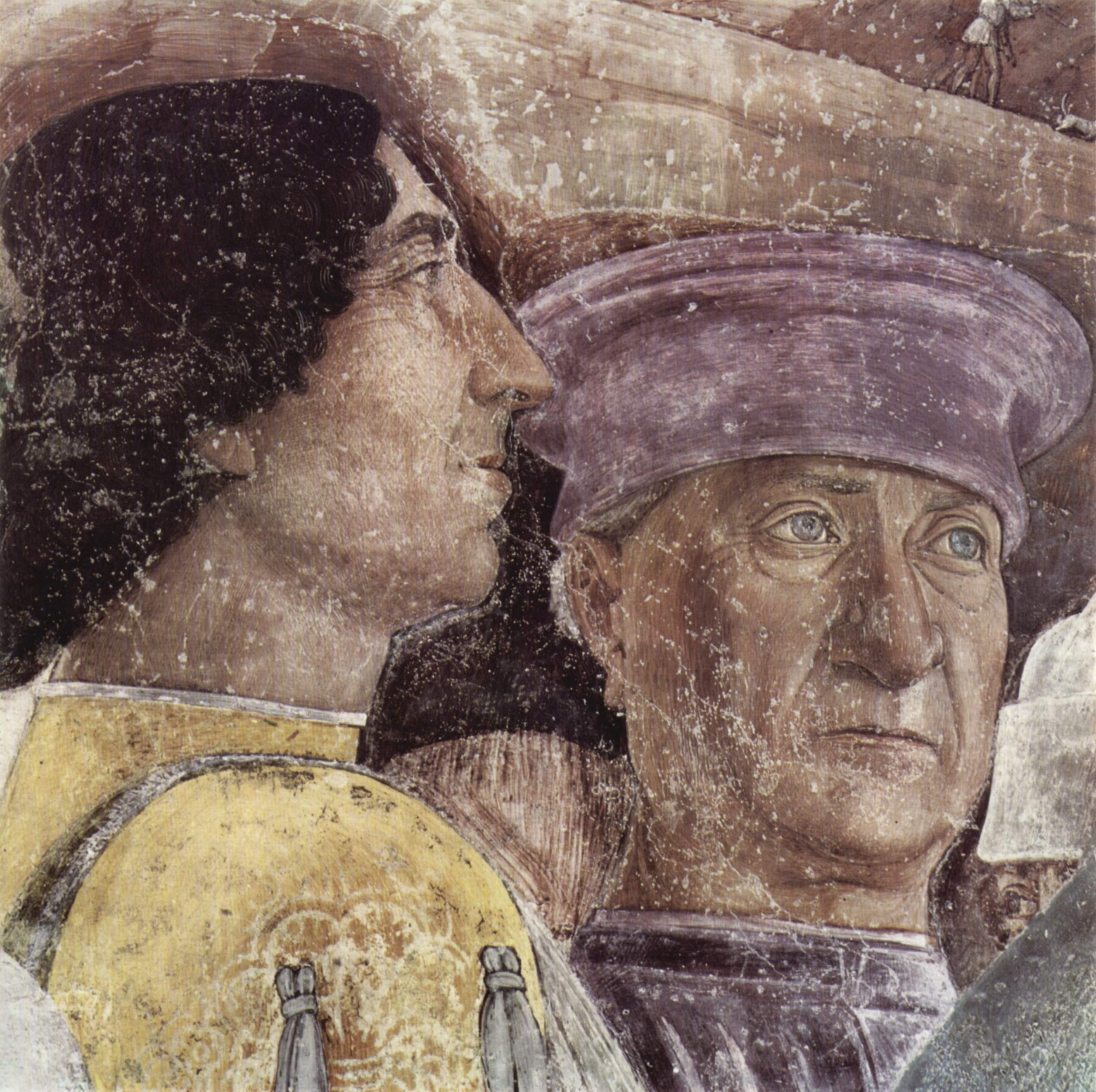
Frederico III d'Asburgo e Cristiano I da Dinamarca (este de frente)

#### A parte central
A parte central é ocupada pelos putti que seguram a placa dedicatória em que se lê: "ILL. LODOVICO II M.M. / PRINCIPI OPTIMO AC / FIDE INVICTISSIMO / ET ILL. BARBARAE EJUS / CONIUGI MVLIERVM GLOR. / INCOMPARABILI / SVVS ANDREAS MANTINIA / PATAVVS OPVS HOC TENVE / AD EORV DECVS ABSOLVIT / ANNO MCCCCLXXIIII". Além da assinatura "pública" do artista, que se declara "padovano", vê-se a data de 1474, geralmente referida como o fim dos trabalhos, e palavras de bajulação a Ludovico Gonzaga ("muito ilustre ... grande príncipe e de fé inigualável") e a sua esposa Barbara ("glória incomparável das mulheres").
No último restauro, foi redescoberta no compartimento da esquerda uma caravana dos Magos, colocada a seco e já coberta de sujidade, talvez acrescentada para indicar que o "Encontro" se realizou no inverno, apesar da luxuriante vegetação, que também inclui algumas laranjeiras que dão frutos no final do ano. No compartimento da esquerda falta uma longa faixa lateral, que foi coberta por uma repintura do século XVIII: o restauro confirmou a perda completa desta pintura, onde estava escondida uma figura da qual ainda se pode ver uma mão.

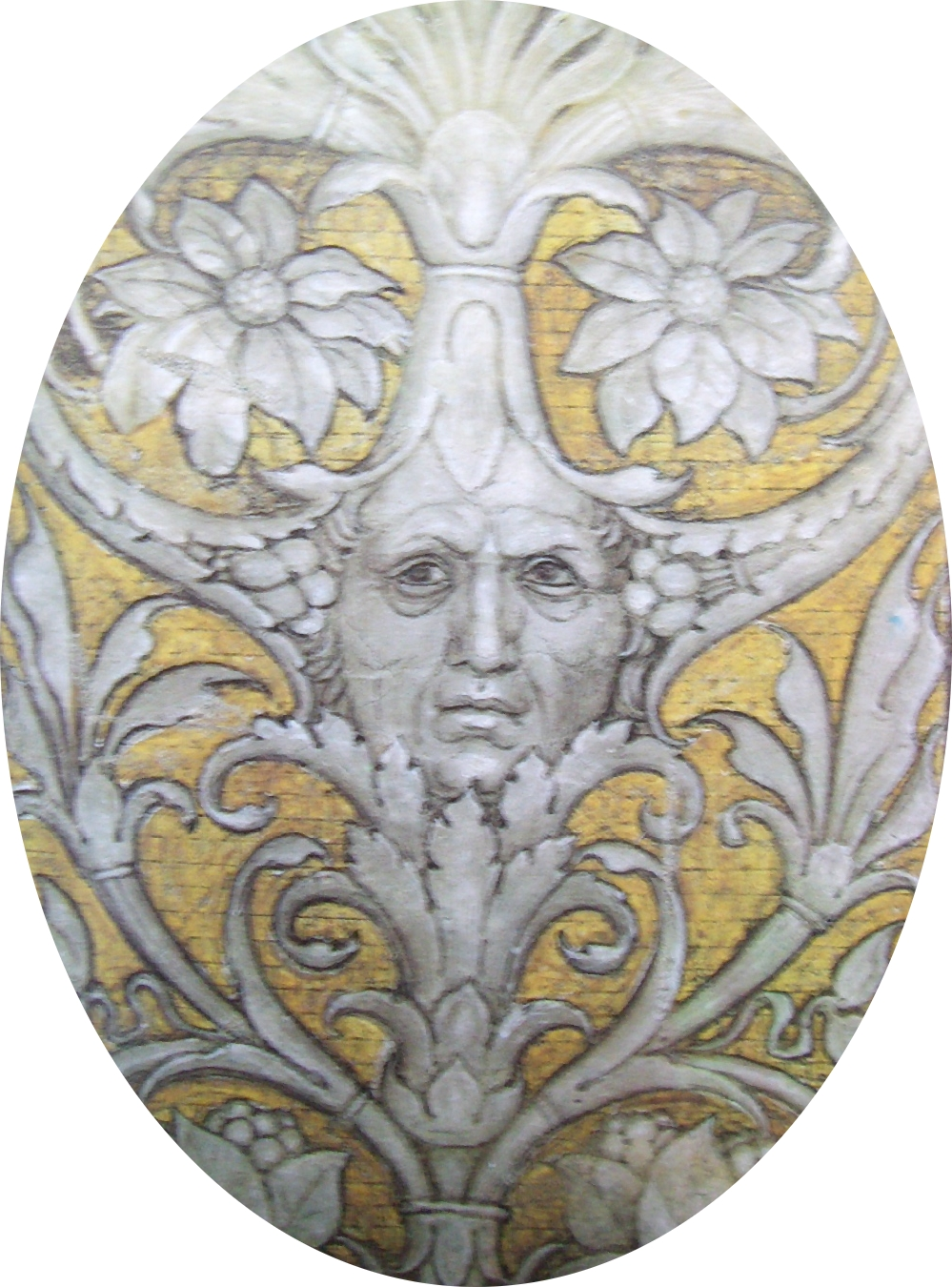
Autorretrato de Mantegna

### Paredesmenores
As paredes sul e leste estão cobertas por cortinas, para além das quais emergem as lunetas. Na do sul há uma porta e um armário embutido. Acima do lintel da porta está pintado um grande brasão gonzaga, bastante gasto, e as lunetas são quase ilegíveis. A de leste está melhor conservada e apresenta três belas lunetas com festões e façanhas heráldicas.

### Bibliografia

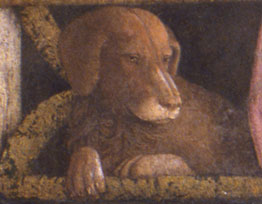
o cão Rubino